# Gary Bailey
Gary Richard Bailey (Ipswich, 9 de agosto de 1958), é um ex-futebolista inglês que atuava como goleiro.

## Carreira em clubes
Filho de Roy Bailey, um ex-goleiro do time de sua cidade natal, o Ipswich Town, cedo mudou-se para a África do Sul. Começou a carreira ainda no país, que possuía um futebol incipiente, banido pela FIFA devido aos desejos dos brancos de que o apartheid vigorasse também no futebol - o que por décadas fez com que houvesse seleções (não-oficiais) e campeonatos para brancos, pardos, negros e hindus. Bailey atuava em um pequeno clube de Joanesburgo, o Wits University (antigo time universitário que é o atual BIDVest Wits, após ser comprado pelo banco BIDVest ), quando foi então descoberto em 1978 pelo Manchester United, que o levou.
De volta à Inglaterra, Bailey enfrentou preconceitos por ser um branco vindo da África do Sul: "As pessoas me chamavam de "racista maldito", apesar de eu ter me recusado a entrar no Exército para lutar contra os negros ou me envolver de alguma forma no apartheid". Bailey passaria dez anos no United, em período de decadência dos Red Devils. No período, conquistou apenas dois títulos: as FA Cups de 1983 e 1985.
Em 1988, Bailey voltou à África do Sul, novamente à Joanesburgo, agora como jogador do Kaizer Chiefs, um dos grandes times sul-africanos. Por ser anti-apartheid e sentir-se orgulhoso em jogar em todas as regiões negras do país, ele, que era o único branco do time, teve problemas com amigos também brancos, que o acusavam de ser "um vendido para os negros". Apesar disso, não era tão conhecido entre os brancos do país, uma vez que a maioria deles não acompanhava o futebol, ao contrário dos negros, preferindo o rúgbi. Mas as críticas por parte dos brancos continuariam por ele declarar-se a favor de Nelson Mandela.
Bailey aposentou-se em 1990, quando possuía somente 32 anos, baixa idade para um goleiro, por desentender-se com o técnico dos Chiefs.

## Seleção
Em 1985, ano em que venceu sua segunda FA Cup pelo Manchester United, Bailey faria suas duas partidas pela Seleção Inglesa, sendo convocado para a Copa do Mundo FIFA de 1986, no ano seguinte, como terceiro goleiro; não realizara jogos pela Seleção Sul-Africana devido ao banimento da FIFA.

### Jogos
A tabela abaixo resume as aparições de Gary Bailey pela Seleção Inglesa.Seleção Húngara de Futebol de 1924 - Olimpíadas
| #     | Data                | Competição | Local                     | Adversário | Placar | Gols(s) |
| ----- | ------------------- | ---------- | ------------------------- | ---------- | ------ | ------- |
| 1     | 26 de março de 1985 | Amistoso   | Wembley (Londres)         | Irlanda    | 1-0    | 0       |
| 2     | 9 de junho de 1985  | Amistoso   | Azteca (Cidade do México) | México     | 0-1    | 0       |
| Total | Total               | Total      | Total                     | Total      | Total  | 0       |

## Títulos
Manchester United
- FA Cup: 1982–83, 1984–85
- Supercopa da Inglaterra: 1983

Kaizer Chiefs
- National Soccer League: 1989
- BP Top 8: 1989
- Copa da Liga Sul-Africana: 1989
- Telkom Charity Cup: 1989
- Ohlsson's Challenge Cup: 1989[8]